# Liste des membres de l'Assemblée constituante tunisienne de 2011
 (septembre 2014).
Cet article donne la liste des membres de l'Assemblée constituante tunisienne de 2011 par circonscription.

## Bureau

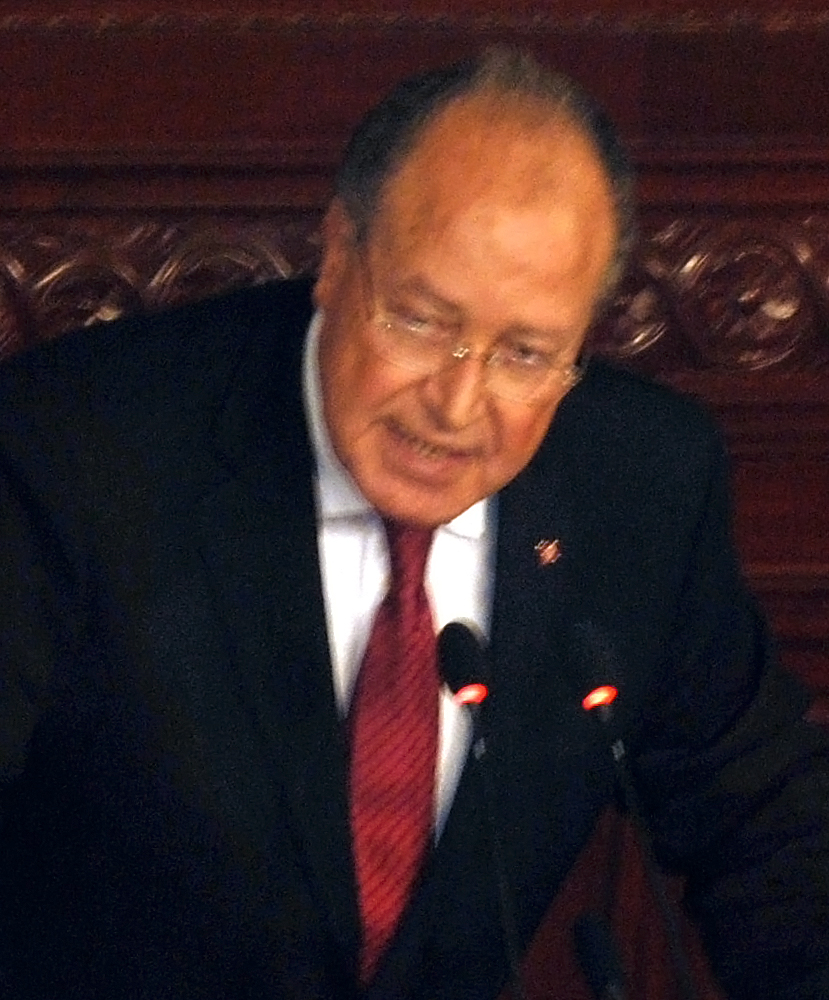
Mustapha Ben Jaafar (Ettakatol), président
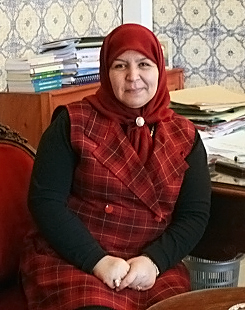
Meherzia Labidi Maïza (Ennahdha), 1re vice-présidente
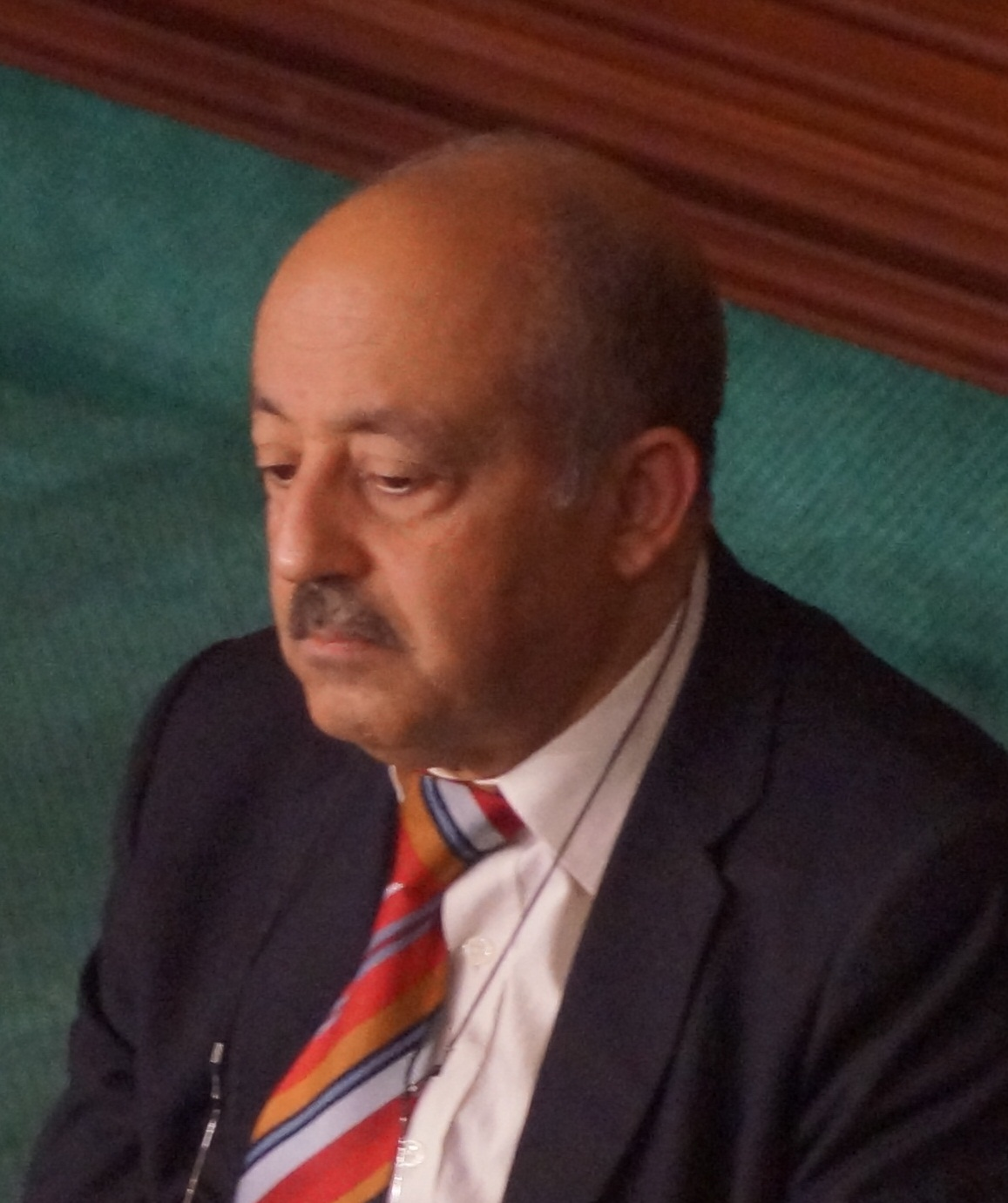
Larbi Ben Salah Abid (CPR), 2e vice-président

## Composition

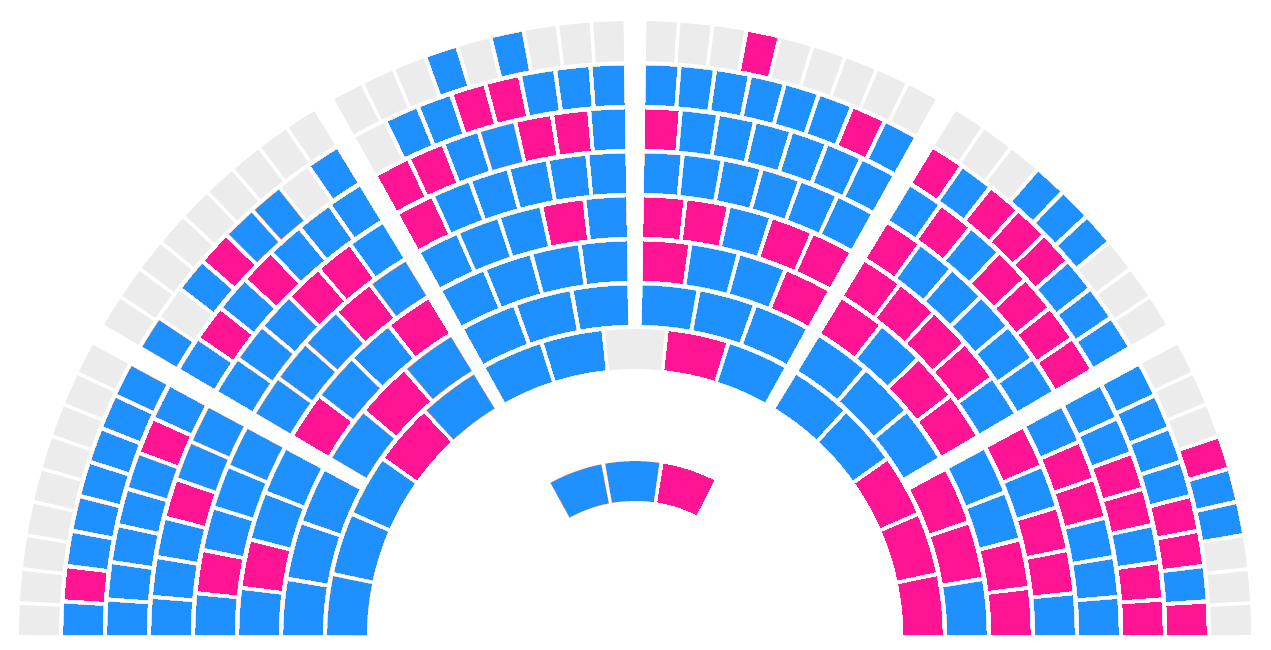
Composition par sexe de l'assemblée constituante (2014) :
Hommes (150)
Femmes (67)

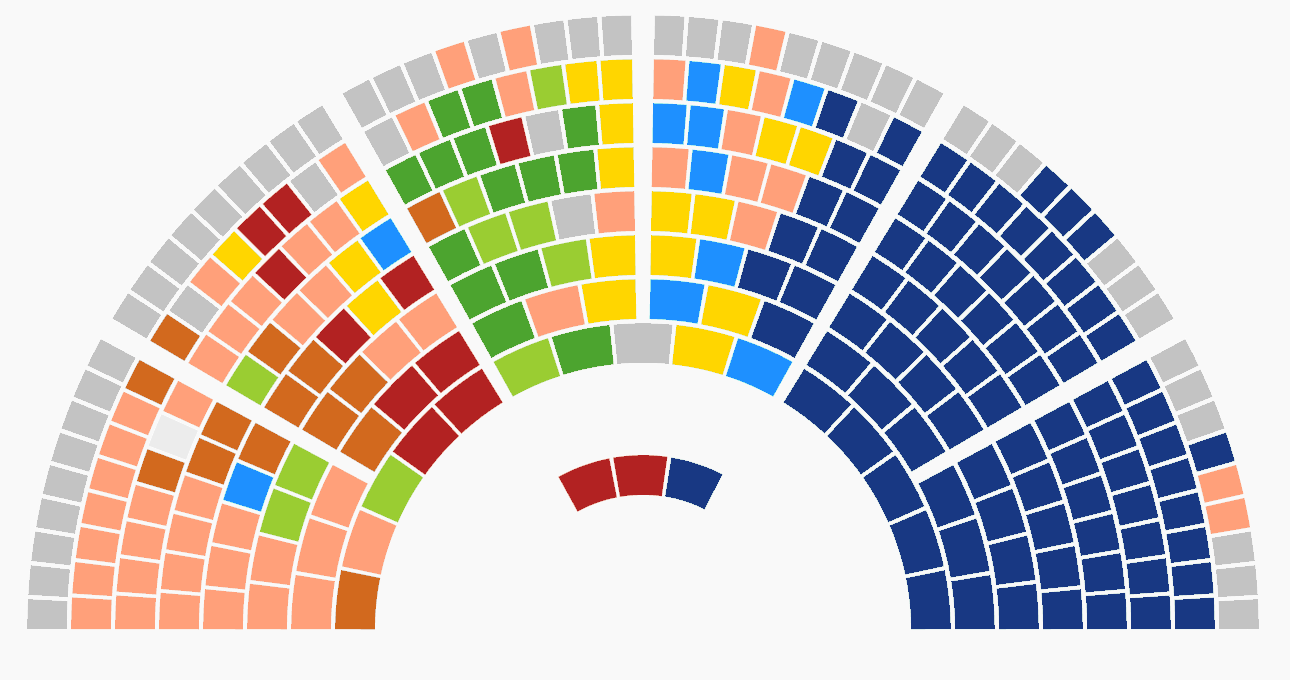
Composition par groupe parlementaire de l'assemblée constituante (2014) :
Ennahdha (89)
Hors groupe (53)
Groupe démocratique (18)
Congrès pour la République (16)
Transition démocratique (13)
Ettakatol (13)
Alliance démocratique (12)
Wafa (9)

- Hommes (150)
- Femmes (67)

### Tunis 1
| Image | Nom                                            | Parti                                                                         |  | Groupe parlementaire       |
| ----- | ---------------------------------------------- | ----------------------------------------------------------------------------- |  | -------------------------- |
|       | Warda Turki Mohamed Habib Marzouki (2011-2013) | Ennahdha                                                                      |  | Ennahdha                   |
|       | Yamina Zoghlami                                | Ennahdha                                                                      |  | Ennahdha                   |
|       | Habib Bribech Abdelkrim Harouni (2011-2012)    | Ennahdha                                                                      |  | Ennahdha                   |
|       | Hajer Aziz                                     | Ennahdha                                                                      |  | Ennahdha                   |
|       | Mustapha Ben Jaafar                            | Ettakatol                                                                     |  | Ettakatol                  |
|       | Samir Ben Amor                                 | Congrès pour la République                                                    |  | Congrès pour la République |
|       | Moncef Cheikhrouhou                            | Parti démocrate progressiste puis Alliance démocratique                       |  | Alliance démocratique      |
|       | Hicham Hosni                                   | Parti de la lutte progressiste, indépendant puis Parti populaire progressiste |  | Hors groupe                |
|       | Samir Taïeb                                    | Pôle démocratique moderniste puis Voie démocratique et sociale                |  | Groupe démocratique        |

### Tunis 2
| Image | Nom                                                | Parti                                                                  |  | Groupe parlementaire |
| ----- | -------------------------------------------------- | ---------------------------------------------------------------------- |  | -------------------- |
|       | Souad Abderrahim                                   | Ennahdha                                                               |  | Ennahdha             |
|       | Zied Daoulatli                                     | Ennahdha                                                               |  | Ennahdha             |
|       | Halima Kanni                                       | Ennahdha                                                               |  | Ennahdha             |
|       | Mohamed Mondher Berrahal Khalil Zaouia (2011-2013) | Ettakatol                                                              |  | Ettakatol            |
|       | Lobna Jribi                                        | Ettakatol                                                              |  | Ettakatol            |
|       | Ahmed Brahim                                       | Pôle démocratique moderniste puis Voie démocratique et sociale         |  | Groupe démocratique  |
|       | Ahmed Néjib Chebbi                                 | Parti démocrate progressiste puis Al Joumhouri                         |  | Hors groupe          |
|       | Larbi Ben Salah Abid                               | Congrès pour la République, indépendant, Mouvement Wafa puis Ettakatol |  | Ettakatol            |

### Ariana
| Image | Nom              | Parti                                                          |  | Groupe parlementaire |
| ----- | ---------------- | -------------------------------------------------------------- |  | -------------------- |
|       | Sahbi Atigue     | Ennahdha                                                       |  | Ennahdha             |
|       | Amel Ghouil      | Ennahdha                                                       |  | Ennahdha             |
|       | Ferjani Doghmane | Ennahdha                                                       |  | Ennahdha             |
|       | Abdelaziz Kotti  | Congrès pour la République, indépendant puis Nidaa Tounes      |  | Hors groupe          |
|       | Mouldi Riahi     | Ettakatol                                                      |  | Ettakatol            |
|       | Issam Chebbi     | Parti démocrate progressiste puis Al Joumhouri                 |  | Hors groupe          |
|       | Fadhel Moussa    | Pôle démocratique moderniste puis Voie démocratique et sociale |  | Groupe démocratique  |
|       | Karim Bouebdelli | Parti républicain maghrébin                                    |  | Groupe démocratique  |

### La Manouba
| Image | Nom                  | Parti                                                                                      |  | Groupe parlementaire    |
| ----- | -------------------- | ------------------------------------------------------------------------------------------ |  | ----------------------- |
|       | Abdelbacet Becheikh  | Ennahdha                                                                                   |  | Ennahdha                |
|       | Latifa Habachi       | Ennahdha                                                                                   |  | Ennahdha                |
|       | Mohsen Kaabi         | Ennahdha                                                                                   |  | Ennahdha                |
|       | Abderraouf Ayadi     | Congrès pour la République, indépendant puis Mouvement Wafa                                |  | Wafa                    |
|       | Abderrahmane Ladgham | Ettakatol puis indépendant                                                                 |  | Ettakatol               |
|       | Abderrazek Khallouli | Parti du Néo-Destour puis Mouvement du Tunisien pour la liberté et la dignité puis Al Amen |  | Transition démocratique |
|       | Ali Haouiji          | Pétition populaire, indépendant puis Mouvement Wafa                                        |  | Wafa                    |

### Ben Arous
| Image | Nom                                        | Parti                                                                                    |  | Groupe parlementaire       |
| ----- | ------------------------------------------ | ---------------------------------------------------------------------------------------- |  | -------------------------- |
|       | Frej Ben Amor Noureddine Bhiri (2011-2012) | Ennahdha                                                                                 |  | Ennahdha                   |
|       | Hela Hammi                                 | Ennahdha                                                                                 |  | Ennahdha                   |
|       | Sadok Chourou                              | Ennahdha                                                                                 |  | Ennahdha                   |
|       | Salma Sarsout                              | Ennahdha                                                                                 |  | Ennahdha                   |
|       | Khemaïs Ksila                              | Ettakatol, indépendant puis Nidaa Tounes                                                 |  | Hors groupe                |
|       | Salma Hédia Mabrouk                        | Ettakatol, indépendante puis Voie démocratique et sociale                                |  | Groupe démocratique        |
|       | Haythem Belgacem                           | Congrès pour la République                                                               |  | Congrès pour la République |
|       | Salma Baccar                               | Pôle démocratique moderniste puis Voie démocratique et sociale                           |  | Groupe démocratique        |
|       | Nizar Kacem                                | Parti démocrate-social de la nation, indépendant puis Parti de la construction nationale |  | Hors groupe                |
|       | Maya Jribi                                 | Parti démocrate progressiste puis Al Joumhouri                                           |  | Hors groupe                |

### Bizerte
| Image | Nom                                                      | Parti                                                                                                 |  | Groupe parlementaire       |
| ----- | -------------------------------------------------------- | --- |  | -------------------------- |
|       | Jamel Bouajaja Samir Dilou (2011-2012)                   | Ennahdha                                                                                              |  | Ennahdha                   |
|       | Aicha Dhaouadi                                           | Ennahdha                                                                                              |  | Ennahdha                   |
|       | Bechir Ellazzem                                          | Ennahdha                                                                                              |  | Ennahdha                   |
|       | Essia Nafati                                             | Ennahdha                                                                                              |  | Ennahdha                   |
|       | Hichem Ben Jemaa                                         | Congrès pour la République puis Courant démocrate                                                     |  | Congrès pour la République |
|       | Monia Ben Nasr Ayadi Mohamed Allouch (2011-2014, décédé) | Ettakatol, indépendant, Parti de la troisième voie puis Voie démocratique et sociale                  |  | Groupe démocratique        |
|       | Mohamed Salah Chairet                                    | Pétition populaire, indépendant puis Mouvement du Tunisien pour la liberté et la dignité puis Al Amen |  | Transition démocratique    |
|       | Mourad Amdouni                                           | Mouvement du peuple puis Courant populaire                                                            |  | Hors groupe                |
|       | Mehdi Ben Gharbia                                        | Parti démocrate progressiste puis Alliance démocratique                                               |  | Alliance démocratique      |

### Nabeul 1
| Image | Nom                                       | Parti |  | Groupe parlementaire    |
| ----- | ----------------------------------------- | --- |  | ----------------------- |
|       | Moez Belhaj Rhouma                        | Ennahdha |  | Ennahdha                |
|       | Sana Haddad                               | Ennahdha |  | Ennahdha                |
|       | Souhir Dardouri Mohamed Abbou (2011-2012) | Congrès pour la République puis indépendante                                                                                 |  | Transition démocratique |
|       | Selma Znaïdi Abdellatif Abid (2011-2014)  | Ettakatol |  | Ettakatol               |
|       | Tarek Bouaziz                             | Pétition populaire, Union patriotique libre, Parti de l'ouverture et de la fidélité puis Parti du mouvement de la république |  | Transition démocratique |
|       | Noomane Fehri                             | Afek Tounes, Al Joumhouri, indépendant puis Afek Tounes                                                                      |  | Groupe démocratique     |
|       | Najla Bouriel                             | Parti démocrate progressiste puis Alliance démocratique                                                                      |  | Alliance démocratique   |

### Nabeul 2
| Image | Nom                                | Parti |  | Groupe parlementaire       |
| ----- | ---------------------------------- | --- |  | -------------------------- |
|       | Imed Hammami                       | Ennahdha |  | Ennahdha                   |
|       | Salha Ben Aicha                    | Ennahdha |  | Ennahdha                   |
|       | Samia Abbou Moncef Marzouki (2011) | Congrès pour la République, indépendante puis Courant démocrate                                                              |  | Congrès pour la République |
|       | Fatma Gharbi                       | Ettakatol, indépendante puis Nidaa Tounes                                                                                    |  | Ettakatol                  |
|       | Moncef Cherni                      | Pétition populaire, Union patriotique libre, Parti de l'ouverture et de la fidélité puis Parti du mouvement de la république |  | Transition démocratique    |
|       | Mahmoud Baroudi                    | Parti démocrate progressiste puis Alliance démocratique                                                                      |  | Alliance démocratique      |

### Zaghouan
| Image | Nom                                         | Parti                                                                    |  | Groupe parlementaire |
| ----- | ------------------------------------------- | ------------------------------------------------------------------------ |  | -------------------- |
|       | Khaled Belhaj Mohamed Ben Salem (2011-2012) | Ennahdha puis Parti de la construction nationale                         |  | Hors groupe          |
|       | Nabiha Torjmane                             | Ennahdha                                                                 |  | Ennahdha             |
|       | Kais Mokhtar                                | Parti démocrate progressiste puis Al Joumhouri                           |  | Hors groupe          |
|       | Jdidi Alsbouii                              | Courant de l'amour                                                       |  | Hors groupe          |
|       | Nacer Brahmi                                | Congrès pour la République, indépendant, Mouvement Wafa puis indépendant |  | Hors groupe          |

### Béja
| Image | Nom                  | Parti                                                       |  | Groupe parlementaire  |
| ----- | -------------------- | ----------------------------------------------------------- |  | --------------------- |
|       | Mohamed Saïdi        | Ennahdha                                                    |  | Ennahdha              |
|       | Nabila Askri Snoussi | Ennahdha                                                    |  | Ennahdha              |
|       | Aymen Zouaghi        | Courant de l'amour                                          |  | Hors groupe           |
|       | Chokri Kastalli      | Parti démocrate progressiste puis Alliance démocratique     |  | Alliance démocratique |
|       | Ali Bechrifa         | Ettakatol, indépendant puis Voie démocratique et sociale    |  | Groupe démocratique   |
|       | Rabiî Abdi           | Congrès pour la République, indépendant puis Mouvement Wafa |  | Wafa                  |

### Le Kef
| Image | Nom                                            | Parti                                                                                         |  | Groupe parlementaire |
| ----- | ---------------------------------------------- | --------------------------------------------------------------------------------------------- |  | -------------------- |
|       | Mokhtar Lammouchi Abdellatif Mekki (2011-2012) | Ennahdha                                                                                      |  | Ennahdha             |
|       | Mounira Omri                                   | Ennahdha                                                                                      |  | Ennahdha             |
|       | Tarek Laâbidi                                  | Congrès pour la République, indépendant puis Ettakatol                                        |  | Ettakatol            |
|       | Abdelkader Ben Khemis                          | Ettakatol, indépendant, Al Joumhouri, Alliance démocratique puis Voie démocratique et sociale |  | Groupe démocratique  |
|       | Hatem Ben Abdallah Kelaï                       | Pétition populaire, indépendant, Parti de l'ouverture et de la fidélité puis indépendant      |  | Hors groupe          |
|       | Mohamed Néjib Hosni                            | Liste d'espoir                                                                                |  | Hors groupe          |

### Siliana
| Image | Nom               | Parti |  | Groupe parlementaire    |
| ----- | ----------------- | --- |  | ----------------------- |
|       | Adel Benattia     | Ennahdha |  | Ennahdha                |
|       | Samia Ferchichi   | Ennahdha |  | Ennahdha                |
|       | Hattab Barakati   | Parti des travailleurs                                                                                           |  | Hors groupe             |
|       | Noureddine Mrabti | Union patriotique libre                                                                                          |  | Transition démocratique |
|       | Chokri Arfaoui    | Pétition populaire, indépendant, Parti de l'ouverture et de la fidélité puis Parti du mouvement de la république |  | Transition démocratique |
|       | Iyed Dahmani      | Parti démocrate progressiste puis Al Joumhouri                                                                   |  | Hors groupe             |

### Jendouba
| Image | Nom                                         | Parti                                                                  |  | Groupe parlementaire    |
| ----- | ------------------------------------------- | ---------------------------------------------------------------------- |  | ----------------------- |
|       | Ahmed Mechergui                             | Ennahdha                                                               |  | Ennahdha                |
|       | Sana Mersni                                 | Ennahdha                                                               |  | Ennahdha                |
|       | Anouar Marzougui                            | Pétition populaire, indépendant puis Al Amen                           |  | Transition démocratique |
|       | Néfissa Marzougui Saïd Mechichi (2011-2012) | Ettakatol puis indépendante                                            |  | Ettakatol               |
|       | Rabeh Khraifi                               | Parti démocrate progressiste, Al Joumhouri puis Alliance démocratique  |  | Hors groupe             |
|       | Dhamir Mannaï                               | Congrès pour la République, indépendant, Nidaa Tounes puis indépendant |  | Hors groupe             |
|       | Wissam Yassine                              | Liste de la lutte sociale puis Parti de la voix du peuple tunisien     |  | Hors groupe             |
|       | Mongi Rahoui                                | Parti unifié des patriotes démocrates                                  |  | Groupe démocratique     |

### Kairouan
| Image | Nom               | Parti                                                                                               |  | Groupe parlementaire    |
| ----- | ----------------- | --------------------------------------------------------------------------------------------------- |  | ----------------------- |
|       | Mahmoud Gouiaa    | Ennahdha                                                                                            |  | Ennahdha                |
|       | Farida Labidi     | Ennahdha                                                                                            |  | Ennahdha                |
|       | Ahmed Smiai       | Ennahdha                                                                                            |  | Ennahdha                |
|       | Moufida Marzouki  | Ennahdha                                                                                            |  | Ennahdha                |
|       | Romdhane Doghmani | Pétition populaire, Parti de l'ouverture et de la fidélité puis Parti du mouvement de la république |  | Transition démocratique |
|       | Rim Thairi        | Courant de l'amour                                                                                  |  | Hors groupe             |
|       | Nizar Makhloufi   | Congrès pour la République, indépendant puis Mouvement Wafa                                         |  | Wafa                    |
|       | Habib Harguem     | Ettakatol                                                                                           |  | Ettakatol               |
|       | Fathi Ltaief      | Parti des travailleurs                                                                              |  | Hors groupe             |

### Sousse
| Image | Nom                                               | Parti                                                                    |  | Groupe parlementaire  |
| ----- | ------------------------------------------------- | ------------------------------------------------------------------------ |  | --------------------- |
|       | Kamel Ben Ahmed Ben Romdhane Hamadi Jebali (2011) | Ennahdha                                                                 |  | Ennahdha              |
|       | Monia Ibrahim                                     | Ennahdha                                                                 |  | Ennahdha              |
|       | Zied Ladhari                                      | Ennahdha                                                                 |  | Ennahdha              |
|       | Fatouma Attia                                     | Ennahdha puis Afek Tounes                                                |  | Ennahdha              |
|       | Mohamed Karim Krifa                               | Initiative nationale destourienne                                        |  | Hors groupe           |
|       | Mouna Ben Nasr                                    | L'Initiative puis indépendante                                           |  | Hors groupe           |
|       | Tahar Hmila                                       | Congrès pour la République, indépendant puis Parti de l'envol (Al Iklaâ) |  | Hors groupe           |
|       | Salah Chouaïb                                     | Ettakatol, indépendant puis Parti de la troisième voie                   |  | Hors groupe           |
|       | Skander Bouallegui                                | Courant de l'amour                                                       |  | Hors groupe           |
|       | Mohamed Gahbich                                   | Parti démocrate progressiste puis Alliance démocratique                  |  | Alliance démocratique |

### Monastir
| Image | Nom             | Parti                                                          |  | Groupe parlementaire       |
| ----- | --------------- | -------------------------------------------------------------- |  | -------------------------- |
|       | Néjib Mrad      | Ennahdha                                                       |  | Ennahdha                   |
|       | Sonia Toumia    | Ennahdha                                                       |  | Ennahdha                   |
|       | Mounir Ben Hnia | Ennahdha                                                       |  | Ennahdha                   |
|       | Hédi Chaouech   | Initiative nationale destourienne                              |  | Hors groupe                |
|       | Amira Marzouk   | Initiative nationale destourienne                              |  | Hors groupe                |
|       | Jamel Touir     | Ettakatol                                                      |  | Ettakatol                  |
|       | Lazhar Chemli   | Congrès pour la République, indépendant puis Courant démocrate |  | Congrès pour la République |
|       | Abdelmonem Krir | Pétition populaire, indépendant puis Nidaa Tounes              |  | Hors groupe                |
|       | Ibrahim Hamdi   | Parti de la nation culturel et unioniste puis Al Amen          |  | Wafa                       |

### Mahdia
| Image | Nom                      | Parti                                                                                             |  | Groupe parlementaire    |
| ----- | ------------------------ | ------------------------------------------------------------------------------------------------- |  | ----------------------- |
|       | Hédi Ben Braham          | Ennahdha                                                                                          |  | Ennahdha                |
|       | Najiba Berioul           | Ennahdha                                                                                          |  | Ennahdha                |
|       | Abdelaziz Chaabane       | Ennahdha                                                                                          |  | Ennahdha                |
|       | Rim Mahjoub              | Afek Tounes, Al Joumhouri, indépendante puis Afek Tounes                                          |  | Groupe démocratique     |
|       | Rafik Tlili              | Congrès pour la République, indépendant puis Mouvement Wafa                                       |  | Wafa                    |
|       | Fadhel Elouej            | Initiative nationale destourienne puis Mouvement destourien                                       |  | Hors groupe             |
|       | Jalel Farhat             | Pétition populaire, Union patriotique libre, indépendant puis Parti de la voix du peuple tunisien |  | Transition démocratique |
|       | Mohamed Lotfi Ben Mesbah | Parti de l'équité et de l'égalité puis Al Rafah                                                   |  | Groupe démocratique     |

### Kasserine
| Image | Nom                            | Parti                                                                                               |  | Groupe parlementaire       |
| ----- | ------------------------------ | --------------------------------------------------------------------------------------------------- |  | -------------------------- |
|       | Walid Bennani                  | Ennahdha                                                                                            |  | Ennahdha                   |
|       | Kheira Sghiri                  | Ennahdha                                                                                            |  | Ennahdha                   |
|       | Farah Ncibi                    | Ennahdha puis Parti de la construction nationale                                                    |  | Hors groupe                |
|       | Mohamed Ali Nasri              | Congrès pour la République, indépendant, Mouvement Wafa, Nidaa Tounes puis indépendant              |  | Congrès pour la République |
|       | Mohamed Neji Gharsalli         | Parti démocrate progressiste, Alliance démocratique puis indépendant                                |  | Alliance démocratique      |
|       | Kamel Saâdaoui                 | Mouvement des démocrates socialistes, Ennahdha, Parti de la construction nationale puis indépendant |  | Hors groupe                |
|       | Mabrouk Hrizi                  | Liste de la fidélité puis Wafa                                                                      |  | Wafa                       |
|       | Rabiâa Najlaoui démissionnaire | Pétition populaire, indépendante puis Nidaa Tounes                                                  |  | Hors groupe                |

### Sidi Bouzid
| Image | Nom                                                    | Parti                                                                                               |  | Groupe parlementaire  |
| ----- | ------------------------------------------------------ | --------------------------------------------------------------------------------------------------- |  | --------------------- |
|       | Mohamed Taher Tlili                                    | Ennahdha                                                                                            |  | Ennahdha              |
|       | Baya Jaouadi                                           | Ennahdha                                                                                            |  | Ennahdha              |
|       | Mohamed Ben Youssef El Hamdi                           | Courant de l'amour                                                                                  |  | Alliance démocratique |
|       | Faïza Kadoussi                                         | Courant de l'amour                                                                                  |  | Hors groupe           |
|       | El Hasni Badri                                         | Pétition populaire, Parti de l'ouverture et de la fidélité puis Parti du mouvement de la république |  | Hors groupe           |
|       | Fadhel Saghraoui Mohamed Brahmi (2011-2013, assassiné) | Mouvement du peuple puis Courant populaire                                                          |  | Hors groupe           |
|       | Manel Kadri Ahmed Khaskhoussi (2011-2013)              | Mouvement des démocrates socialistes puis Voie démocratique et sociale                              |  | Hors groupe           |
|       | Mohamed Tahar Ilahi                                    | Liste L'Indépendant puis Mouvement du Tunisien pour la liberté et la dignité                        |  | Hors groupe           |

### Gafsa
| Image | Nom                 | Parti |  | Groupe parlementaire       |
| ----- | ------------------- | --- |  | -------------------------- |
|       | Slimane Hlel        | Ennahdha |  | Ennahdha                   |
|       | Zohra Smida         | Ennahdha |  | Ennahdha                   |
|       | Abdelhakim Zouari   | Ennahdha |  | Ennahdha                   |
|       | Hassen Radhouani    | Pétition populaire, Parti de l'ouverture et de la fidélité, Parti du mouvement de la république, indépendant puis Parti de la voix du peuple tunisien |  | Hors groupe                |
|       | Mohamed Khila       | Parti démocrate progressiste, Alliance démocratique puis indépendant                                                                                  |  | Hors groupe                |
|       | Abdesselam Chaabane | Congrès pour la République |  | Congrès pour la République |
|       | Fayçal Jadlaoui     | Liste de la justice |  | Hors groupe                |

### Tozeur
| Image | Nom                     | Parti                                                       |  | Groupe parlementaire       |
| ----- | ----------------------- | ----------------------------------------------------------- |  | -------------------------- |
|       | Hafedh Lassoued         | Ennahdha                                                    |  | Ennahdha                   |
|       | Kawthar Ladgham         | Ennahdha                                                    |  | Ennahdha                   |
|       | Azed Badi               | Congrès pour la République, indépendant puis Mouvement Wafa |  | Congrès pour la République |
|       | Mohamed Chafik Zorguine | Fidélité aux martyrs puis Alliance démocratique             |  | Alliance démocratique      |

### Sfax 1
| Image | Nom                                     | Parti                                                                        |  | Groupe parlementaire    |
| ----- | --------------------------------------- | ---------------------------------------------------------------------------- |  | ----------------------- |
|       | Soulef Ksantini Moncef Ben Salem (2011) | Ennahdha                                                                     |  | Ennahdha                |
|       | Fattoum Lassoued                        | Ennahdha                                                                     |  | Ennahdha                |
|       | Kamel Ammar                             | Ennahdha                                                                     |  | Ennahdha                |
|       | Hanène Sassi                            | Pétition populaire puis Union patriotique libre                              |  | Transition démocratique |
|       | Mohamed Karray Jerbi                    | Congrès pour la République, indépendant puis Mouvement Wafa                  |  | Wafa                    |
|       | Ahmed Essefi                            | Parti des travailleurs                                                       |  | Hors groupe             |
|       | Jamel Gargouri                          | Ettakatol, indépendant, Nidaa Tounes, indépendant puis Alliance démocratique |  | Alliance démocratique   |

### Sfax 2
| Image | Nom                  | Parti                                                                                        |  | Groupe parlementaire       |
| ----- | -------------------- | -------------------------------------------------------------------------------------------- |  | -------------------------- |
|       | Habib Ellouze        | Ennahdha                                                                                     |  | Ennahdha                   |
|       | Kalthoum Badreddine  | Ennahdha                                                                                     |  | Ennahdha                   |
|       | Badreddine Abdelkefi | Ennahdha                                                                                     |  | Ennahdha                   |
|       | Habiba Triki         | Ennahdha                                                                                     |  | Ennahdha                   |
|       | Abdelwahab Maatar    | Congrès pour la République                                                                   |  | Congrès pour la République |
|       | Chokri Yaïche        | Afek Tounes, Al Joumhouri, Nidaa Tounes, indépendant, Alliance démocratique puis indépendant |  | Alliance démocratique      |
|       | Moez Kammoun         | Pétition populaire puis Al Amen                                                              |  | Transition démocratique    |
|       | Jalel Bouzid         | Ettakatol                                                                                    |  | Ettakatol                  |
|       | Slaheddine Zahaf     | Voix de l'indépendant puis Al Joumhouri                                                      |  | Groupe démocratique        |

### Gabès
| Image | Nom              | Parti                                                          |  | Groupe parlementaire       |
| ----- | ---------------- | -------------------------------------------------------------- |  | -------------------------- |
|       | Habib Khedher    | Ennahdha                                                       |  | Ennahdha                   |
|       | Amel Azzouz      | Ennahdha                                                       |  | Ennahdha                   |
|       | Abdelkader Kadri | Ennahdha                                                       |  | Ennahdha                   |
|       | Dalila Bouain    | Ennahdha                                                       |  | Ennahdha                   |
|       | Naoufel Ghribi   | Congrès pour la République, Ennahdha puis indépendant          |  | Congrès pour la République |
|       | Foued Thameur    | Liste pour le front national puis Front national tunisien      |  | Groupe démocratique        |
|       | Mouldi Zidi      | Pétition populaire, indépendant, Nidaa Tounes puis indépendant |  | Hors groupe                |

### Médenine
| Image | Nom                | Parti                                                    |  | Groupe parlementaire       |
| ----- | ------------------ | -------------------------------------------------------- |  | -------------------------- |
|       | Abdelmajid Najar   | Ennahdha                                                 |  | Ennahdha                   |
|       | Basma Jebali       | Ennahdha                                                 |  | Ennahdha                   |
|       | Slaheddine Lhiba   | Ennahdha                                                 |  | Ennahdha                   |
|       | Hajer Mnifi        | Ennahdha                                                 |  | Ennahdha                   |
|       | Nafti Mahdhi       | Ennahdha puis Parti de la construction nationale         |  | Ennahdha                   |
|       | Salim Ben Hamidane | Congrès pour la République                               |  | Congrès pour la République |
|       | Saïd Kharchoufi    | Courant de l'amour                                       |  | Hors groupe                |
|       | Mohamed Hamdi      | Parti démocrate progressiste puis Alliance démocratique  |  | Alliance démocratique      |
|       | Samira Merai       | Afek Tounes, Al Joumhouri, indépendante puis Afek Tounes |  | Groupe démocratique        |

### Tataouine
| Image | Nom                   | Parti                                                                                |  | Groupe parlementaire    |
| ----- | --------------------- | ------------------------------------------------------------------------------------ |  | ----------------------- |
|       | Mohamed Salah Sghaïer | Ennahdha                                                                             |  | Ennahdha                |
|       | Jawhara Tiss          | Ennahdha                                                                             |  | Ennahdha                |
|       | Ali Fares             | Ennahdha                                                                             |  | Ennahdha                |
|       | Saâd Bouich           | Pétition populaire, indépendant, Parti de l'ouverture et de la fidélité puis Al Amen |  | Transition démocratique |

### Kébili
| Image | Nom            | Parti                                                                      |  | Groupe parlementaire       |
| ----- | -------------- | -------------------------------------------------------------------------- |  | -------------------------- |
|       | Béchir Chemam  | Ennahdha                                                                   |  | Ennahdha                   |
|       | Monia Kasri    | Ennahdha                                                                   |  | Ennahdha                   |
|       | Amor Chetoui   | Congrès pour la République                                                 |  | Congrès pour la République |
|       | Hasna Marsit   | Congrès pour la République, indépendante, Mouvement Wafa puis indépendante |  | Hors groupe                |
|       | Ibrahim Kassas | Pétition populaire, indépendant, Nidaa Tounes puis indépendant             |  | Hors groupe                |

### Étranger

#### France 1
| Image | Nom                            | Parti                                                          |  | Groupe parlementaire       |
| ----- | ------------------------------ | -------------------------------------------------------------- |  | -------------------------- |
|       | Amer Larayedh                  | Ennahdha                                                       |  | Ennahdha                   |
|       | Meherzia Labidi Maïza          | Ennahdha                                                       |  | Ennahdha                   |
|       | Béchir Nefzi Imed Daïmi (2011) | Congrès pour la République                                     |  | Congrès pour la République |
|       | Sélim Ben Abdesselem           | Ettakatol, indépendant, Nidaa Tounes puis indépendant          |  | Hors groupe                |
|       | Nadia Chaabane                 | Pôle démocratique moderniste puis Voie démocratique et sociale |  | Groupe démocratique        |

#### France 2
| Image | Nom                                         | Parti                                                     |  | Groupe parlementaire       |
| ----- | ------------------------------------------- | --------------------------------------------------------- |  | -------------------------- |
|       | Néji Jmal                                   | Ennahdha                                                  |  | Ennahdha                   |
|       | Dalila Babba                                | Ennahdha                                                  |  | Ennahdha                   |
|       | Noura Ben Hassen Hédi Ben Abbès (2011-2012) | Congrès pour la République                                |  | Congrès pour la République |
|       | Karima Souid                                | Ettakatol, indépendante puis Voie démocratique et sociale |  | Groupe démocratique        |
|       | Mahmoud El May                              | Parti démocrate progressiste puis Al Joumhouri            |  | Hors groupe                |

#### Italie
| Image | Nom               | Parti                                                                                             |  | Groupe parlementaire |
| ----- | ----------------- | ------------------------------------------------------------------------------------------------- |  | -------------------- |
|       | Oussama Sghaier   | Ennahdha                                                                                          |  | Ennahdha             |
|       | Imen Ben Mhamed   | Ennahdha                                                                                          |  | Ennahdha             |
|       | Abdessattar Dhifi | Pétition populaire, Union patriotique libre, indépendant puis Parti de la voix du peuple tunisien |  | Wafa                 |

#### Allemagne
| Image | Nom         | Parti    |  | Groupe parlementaire |
| ----- | ----------- | -------- |  | -------------------- |
|       | Fathi Ayadi | Ennahdha |  | Ennahdha             |

#### Amériques et reste de l'Europe
| Image | Nom                                        | Parti                      |  | Groupe parlementaire       |
| ----- | ------------------------------------------ | -------------------------- |  | -------------------------- |
|       | Mohamed Zrig Firdaous Oueslati (2011-2013) | Ennahdha                   |  | Ennahdha                   |
|       | Mabrouka Mbarek                            | Congrès pour la République |  | Congrès pour la République |

#### Monde arabe et reste du monde
| Image | Nom             | Parti                      |  | Groupe parlementaire       |
| ----- | --------------- | -------------------------- |  | -------------------------- |
|       | Kamel Ben Amara | Ennahdha                   |  | Ennahdha                   |
|       | Ikbel Msadaa    | Congrès pour la République |  | Congrès pour la République |

## Constituants démissionnaires

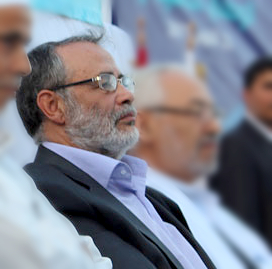
Mohamed Habib Marzouki Constituant de la première circonscription de Tunis (Ennahdha)
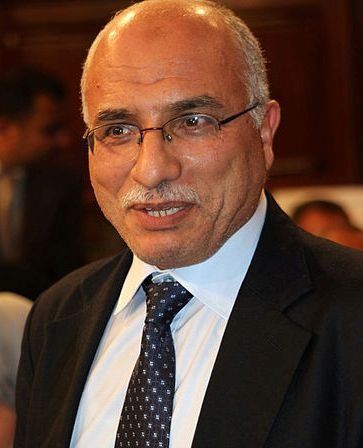
Abdelkrim Harouni Constituant de la première circonscription de Tunis (Ennahdha)
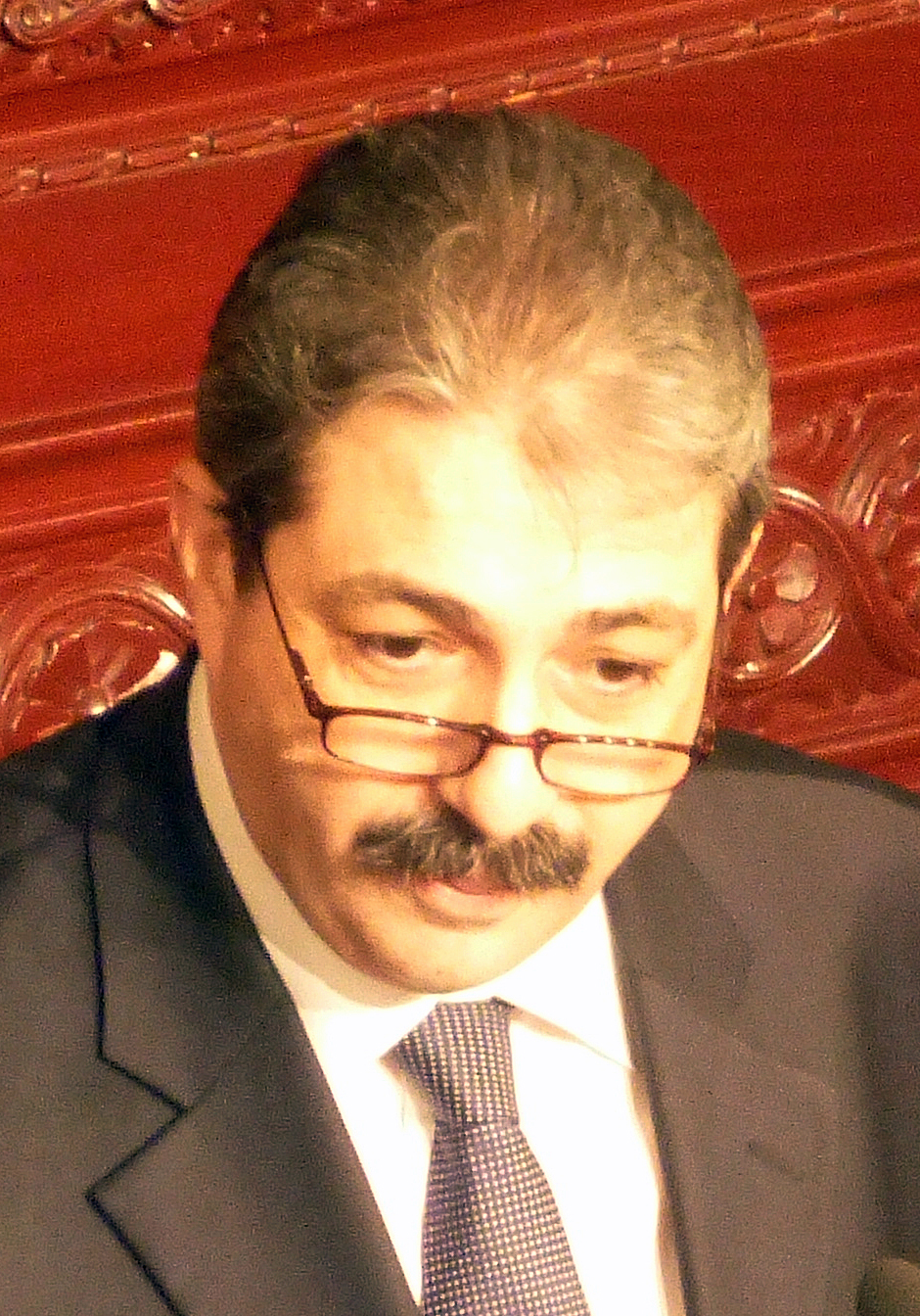
Khalil Zaouia Constituant de la deuxième circonscription de Tunis (Ettakatol)
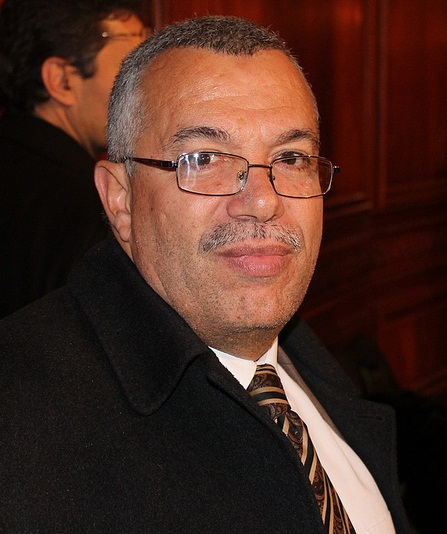
Noureddine Bhiri Constituant de la circonscription de Ben Arous (Ennahdha)
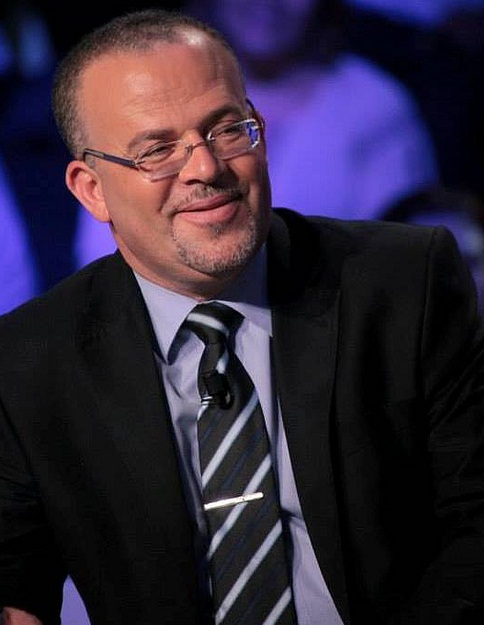
Samir Dilou Constituant de la circonscription de Bizerte (Ennahdha)
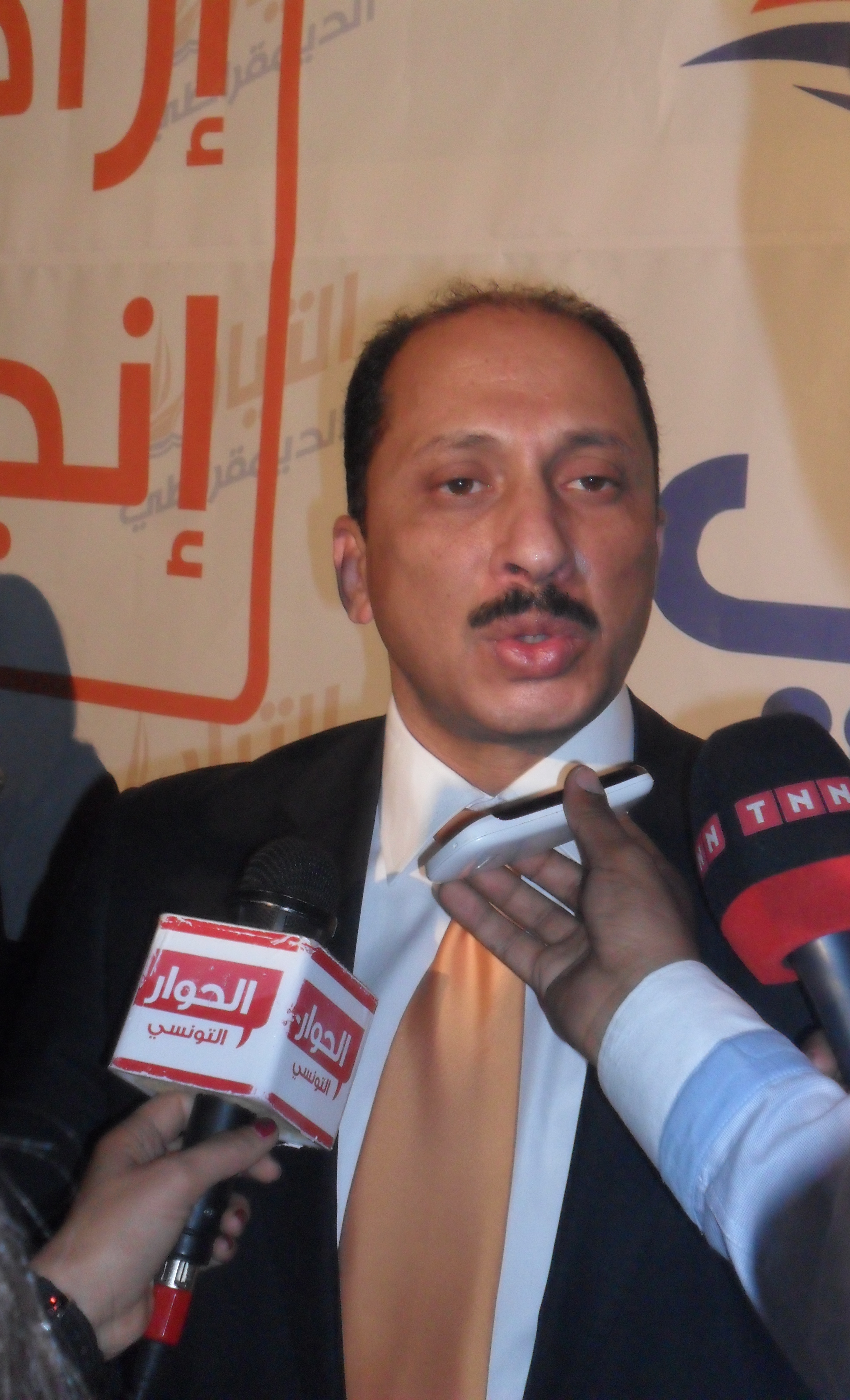
Mohamed Abbou Constituant de la première circonscription de Nabeul (CPR)
Abdellatif Abid Constituant de la première circonscription de Nabeul (Ettakatol)
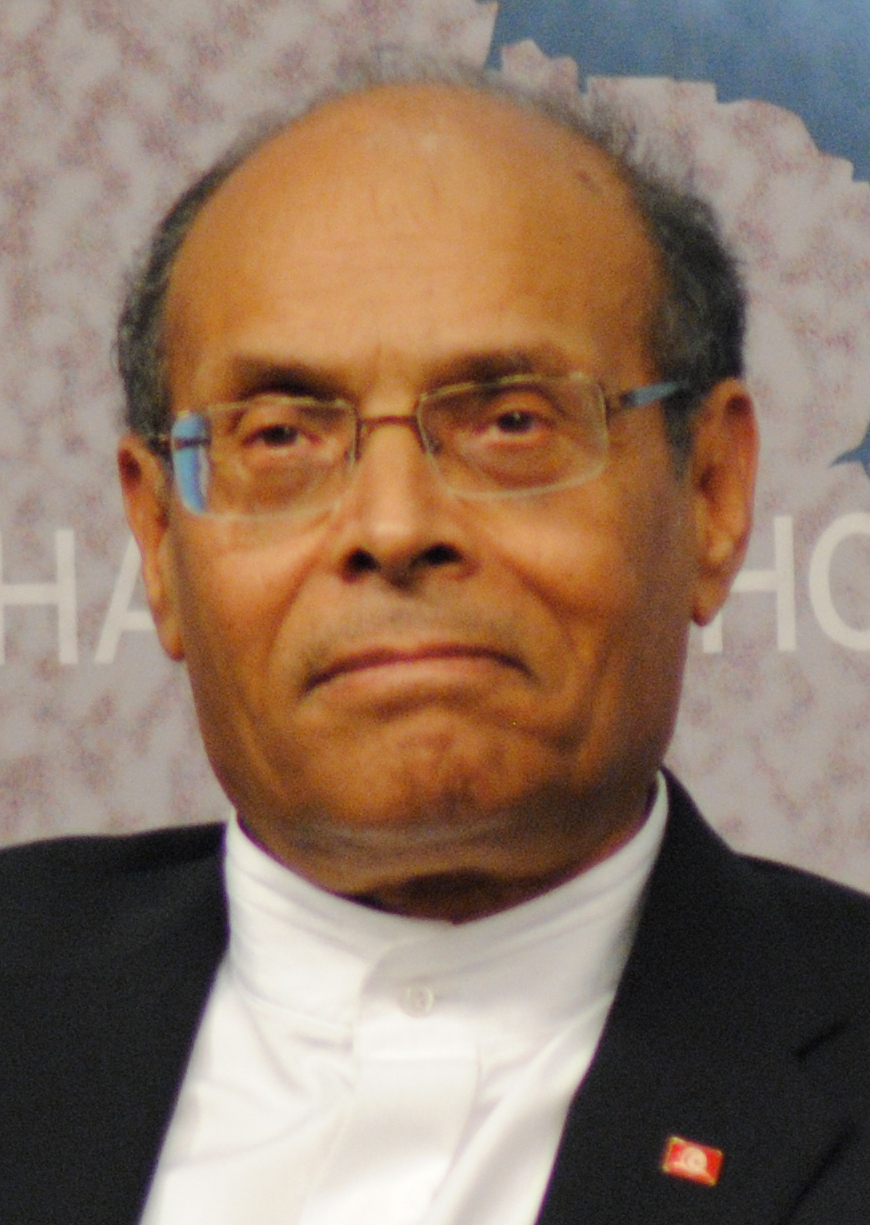
Moncef Marzouki Constituant de la deuxième circonscription de Nabeul (CPR)
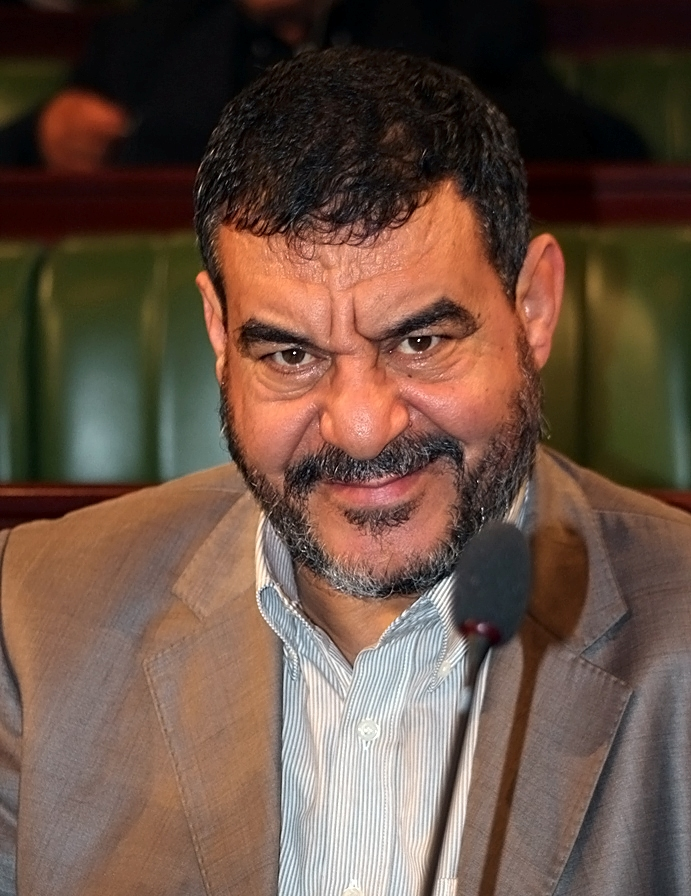
Mohamed Ben Salem Constituant de la circonscription de Zaghouan (Ennahdha)
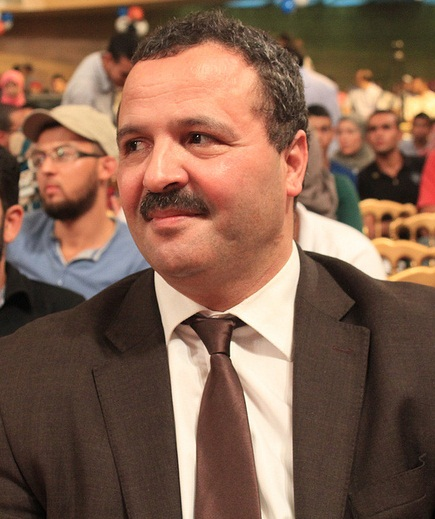
Abdellatif Mekki Constituant de la circonscription du Kef (Ennahdha)
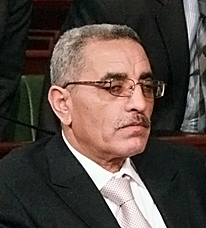
Saïd Mechichi Constituant de la circonscription de Jendouba (Ettakatol)
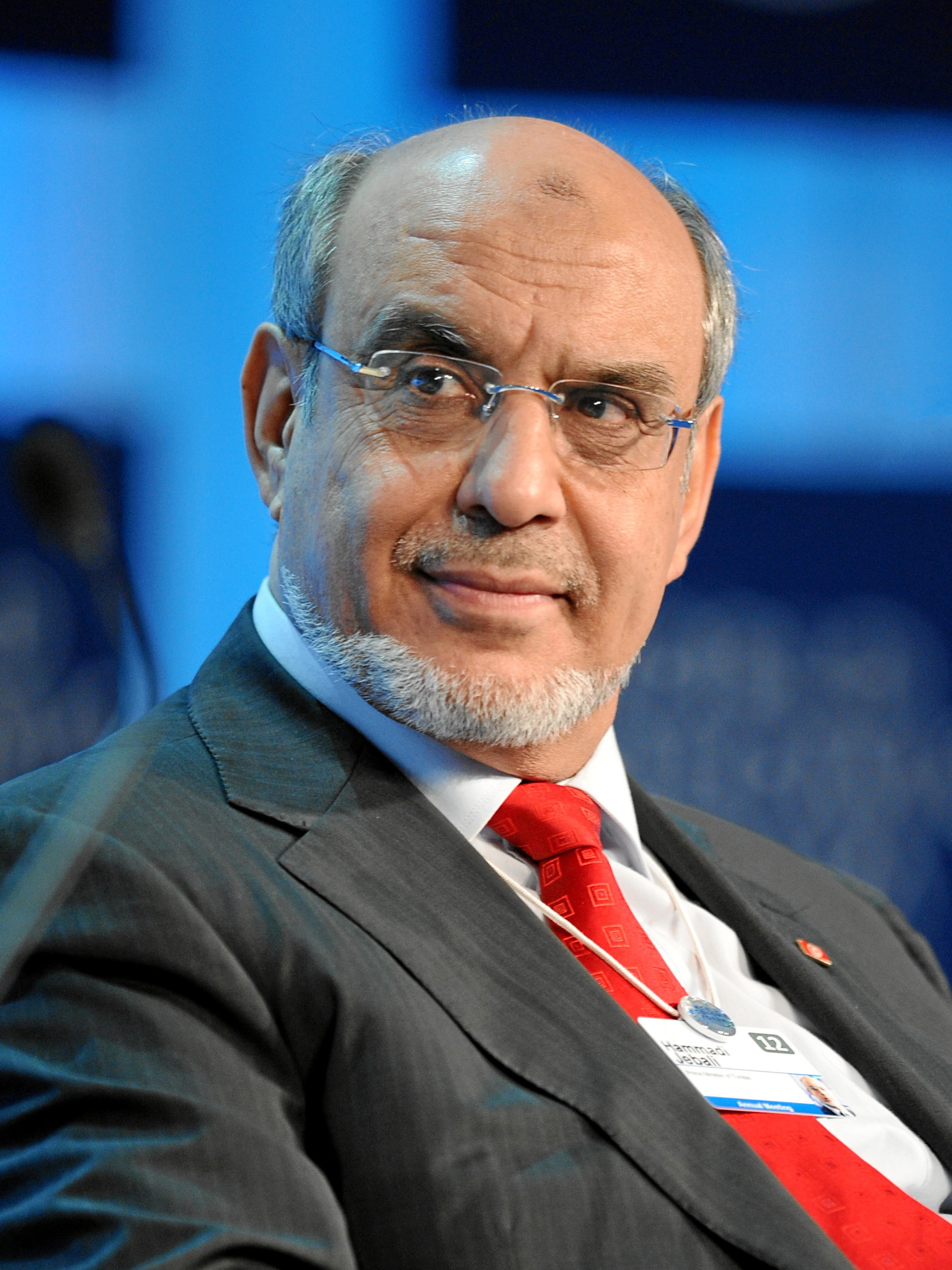
Hamadi Jebali Constituant de la circonscription de Sousse (Ennahdha)
Ahmed Khaskhoussi Constituant de la circonscription de Sidi Bouzid (MDS)
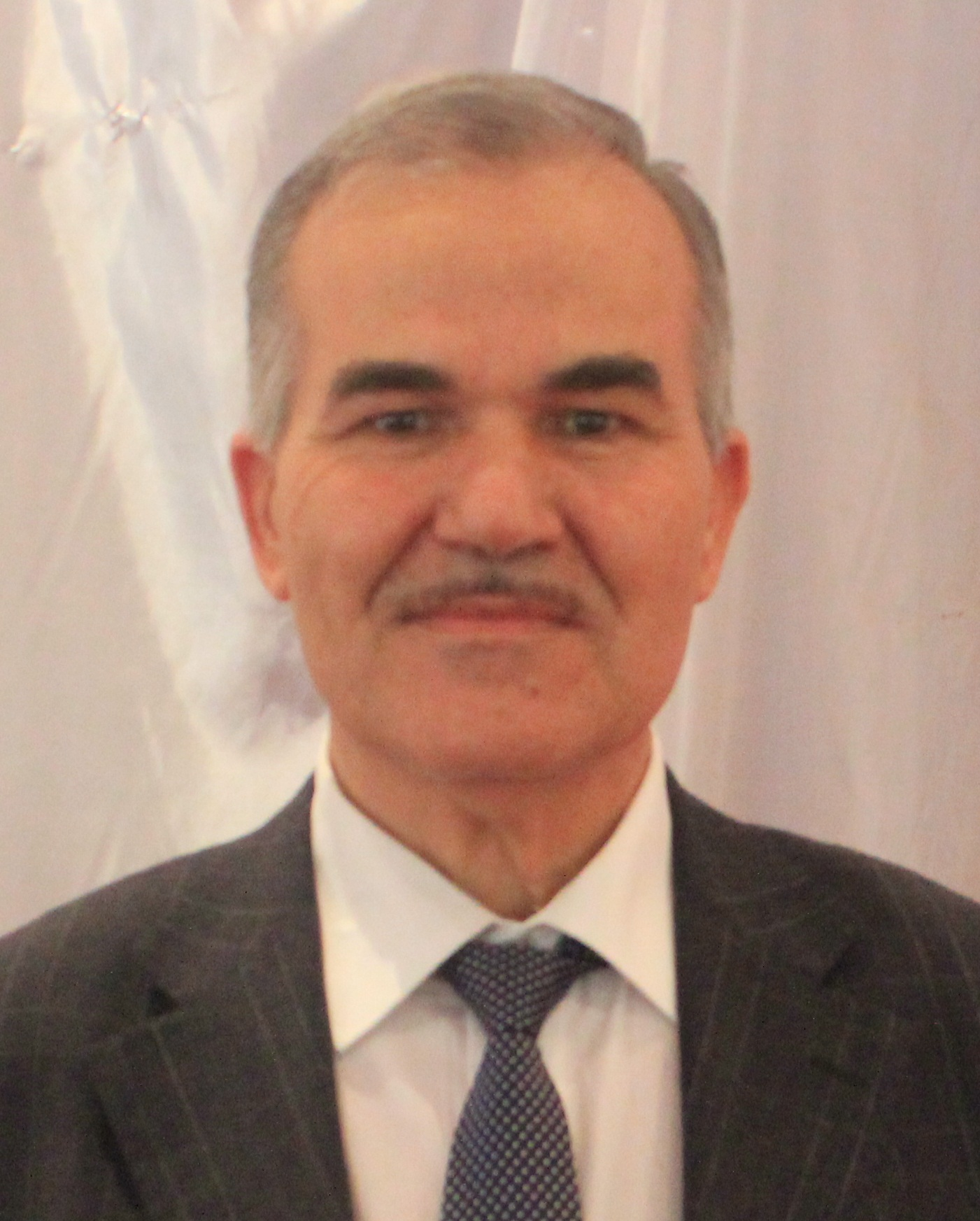
Moncef Ben Salem Constituant de la première circonscription de Sfax (Ennahdha)
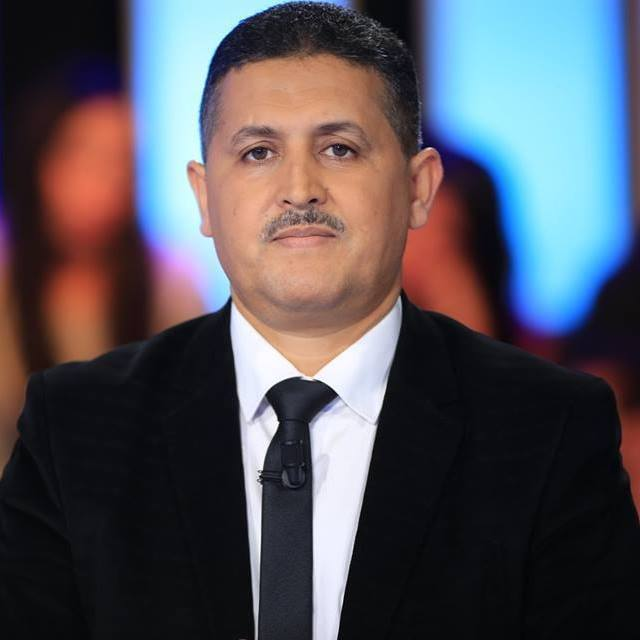
Imed Daïmi Constituant de la première circonscription de la France (CPR)
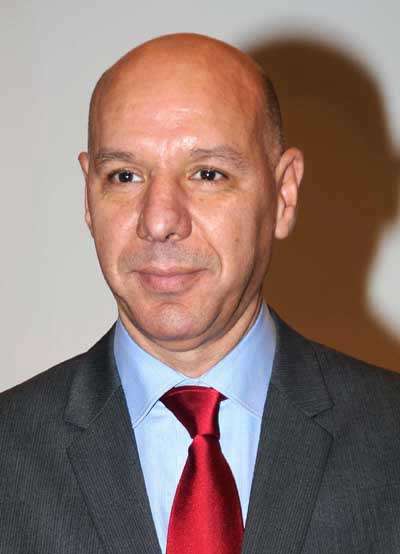
Hédi Ben Abbès Constituant de la deuxième circonscription de la France (CPR)
Firdaous Oueslati Constituante de la circonscription des Amériques et du reste de l'Europe (Ennahdha)